# درجة حرارة ارتكاس
درجة حرارة الارتكاس (في التحريك الحراري) هي درجة الحرارة الحرجة التي يفصل بين ظاهرتين تتجليا عند تمدد غاز حقيقي في عملية متساوية السخانة:
- تحتها تنقص درجة حرارة الغاز
- فوقها تزداد درجة حرارة الغاز

تسمى هذه الظاهرة « تأثير جول-طومسون » وهي ذات أهمية خاصة في التبريد العميق وتسييل الغازات.